# Abel Kirui
Abel Kirui (n. 4 iunie 1982, Bomet⁠(d), Bomet⁠(d), Kenya) este un atlet kenian care a fost campion mondial la maraton la Berlin 2009 și la Daegu 2011.

## Realizări
| An   | Competiție               | Locație                 | Loc | Note    |
| ---- | ------------------------ | ----------------------- | --- | ------- |
| 2006 | Singapore Marathon       | Singapore               | 3   | 2:15:22 |
| 2007 | Vienna Marathon          | Viena, Austria          | 3   | 2:10:41 |
| 2007 | Maratonul de la Berlin   | Berlin, Germania        | 2   | 2:06:51 |
| 2008 | Vienna Marathon          | Viena, Austria          | 1   | 2:07:38 |
| 2009 | Rotterdam Marathon       | Rotterdam, Olanda       | 3   | 2:05:04 |
| 2009 | Campionatul Mondial      | Berlin, Germania        | 1   | 2:06:54 |
| 2010 | London Marathon          | Londra, Marea Britanie  | 5   | 2:08:04 |
| 2010 | Maratonul de la New York | New York, Statele Unite | 9   | 2:13:01 |
| 2011 | Campionatul Mondial      | Daegu, Coreea de Sud    | 1   | 2:07:38 |
| 2012 | Jocurile Olimpice        | Londra, Marea Britanie  | 2   | 2:08:27 |
| 2016 | Tokyo Marathon           | Tokyo, Japonia          | 5   | 2:06:06 |
| 2016 | Chicago Marathon         | Chicago, Statele Unite  | 1   | 2:11:23 |
| 2017 | London Marathon          | Londra, Marea Britanie  | 4   | 2:07:45 |
| 2017 | Chicago Marathon         | Chicago, Statele Unite  | 2   | 2:09:48 |
| 2018 | London Marathon          | Londra, Marea Britanie  | 4   | 2:07:07 |
| 2018 | Chicago Marathon         | Chicago, Statele Unite  | 7   | 2:07:52 |

## Cele mai bune rezultate
- 10.000 m: 28:16,86 min, 28 iunie 2008, în Nairobi
- semimaraton: 1:00:11 h, 9 septembrie 2007, în Rotterdam
- maraton: 2:05:04 h, 5 aprilie 2009, Rotterdam